# Lista de ministros do Meio Ambiente do Brasil
Esta é uma lista de ministros do Meio Ambiente e Mudança do Clima do Brasil.

## Ditadura militar(5.ª República)
| Nº | Foto                | Nome                | Órgão                                                         | Início                | Fim                 | Presidente               |
| -- | ------------------- | ------------------- | ------------------------------------------------------------- | --------------------- | ------------------- | ------------------------ |
| 1  |                     | Paulo Nogueira Neto | Secretaria Especial do Meio Ambiente (Ministério do Interior) | 14 de janeiro de 1974 | 15 de março de 1974 | Emílio Garrastazu Médici |
| 1  | 15 de março de 1974 | Paulo Nogueira Neto | Secretaria Especial do Meio Ambiente (Ministério do Interior) | 15 de março de 1979   | Ernesto Geisel      |                          |
| 1  | 15 de março de 1979 | Paulo Nogueira Neto | Secretaria Especial do Meio Ambiente (Ministério do Interior) | 15 de março de 1985   | João Figueiredo     |                          |

## Nova República(6.ª República)
| Nº | Foto                 | Nome                                        | Órgão                                                                  | Início                  | Fim                     | Presidente                |
| -- | -------------------- | ------------------------------------------- | ---------------------------------------------------------------------- | ----------------------- | ----------------------- | ------------------------- |
| 2  |                      | Flávio Rios Peixoto da Silveira             | Ministério do Desenvolvimento Urbano e Meio Ambiente                   | 15 de março de 1985     | 14 de fevereiro de 1986 | José Sarney               |
| 3  |                      | Deni Lineu Schwartz                         | Ministério do Desenvolvimento Urbano e Meio Ambiente                   | 14 de fevereiro de 1986 | 23 de outubro de 1987   | José Sarney               |
| 4  |                      | Prisco Viana                                | Ministério da Habitação, Urbanismo e Meio Ambiente                     | 23 de outubro de 1987   | 5 de setembro de 1988   | José Sarney               |
| —  |                      | Paulo Nogueira Neto                         | Secretaria Especial do Meio Ambiente                                   | 15 de março de 1985     | 16 de julho de 1986     | José Sarney               |
| —  |                      | Roberto Messias Franco                      | Secretaria Especial do Meio Ambiente                                   | 16 de julho de 1986     | 22 de setembro de 1988  | José Sarney               |
| —  |                      | Ben-hur Luttembarck Batalha (interino)      | Secretaria Especial do Meio Ambiente                                   | 22 de setembro de 1988  | 14 de fevereiro de 1989 | José Sarney               |
| 5  |                      | José Lutzenberger                           | Secretaria do Meio Ambiente da Presidência da República                | 15 de março de 1990     | 23 de março de 1992     | Fernando Collor           |
| —  |                      | José Goldemberg (interino)                  | Secretaria do Meio Ambiente da Presidência da República                | 23 de março de 1992     | 14 de julho de 1992     | Fernando Collor           |
| 6  |                      | Flávio Miragaia Perri                       | Secretaria do Meio Ambiente da Presidência da República                | 14 de julho de 1992     | 2 de outubro de 1992    | Fernando Collor           |
| 7  |                      | Fernando Coutinho Jorge                     | Ministério do Meio Ambiente                                            | 19 de outubro de 1992   | 16 de setembro de 1993  | Itamar Franco             |
| 8  |                      | Rubens Ricupero                             | Ministério do Meio Ambiente e da Amazônia Legal                        | 16 de setembro de 1993  | 5 de abril de 1994      | Itamar Franco             |
| —  |                      | Henrique Brandão Cavalcanti (interino)      | Ministério do Meio Ambiente e da Amazônia Legal                        | 5 de abril de 1994      | 1 de janeiro de 1995    | Itamar Franco             |
| 9  |                      | Gustavo Krause                              | Ministério do Meio Ambiente, dos Recursos Hídricos e da Amazônia Legal | 1 de janeiro de 1995    | 1 de janeiro de 1999    | Fernando Henrique Cardoso |
| 10 |                      | Sarney Filho                                | Ministério do Meio Ambiente                                            | 1 de janeiro de 1999    | 5 de março de 2002      | Fernando Henrique Cardoso |
| 11 |                      | José Carlos Carvalho                        | Ministério do Meio Ambiente                                            | 5 de março de 2002      | 1 de janeiro de 2003    | Fernando Henrique Cardoso |
| 12 |                      | Marina Silva                                | Ministério do Meio Ambiente                                            | 1 de janeiro de 2003    | 1 de fevereiro de 2003  | Luiz Inácio Lula da Silva |
| —  |                      | Cláudio Roberto Bertoldo Langone (interino) | Ministério do Meio Ambiente                                            | 1 de fevereiro de 2003  | 2 de fevereiro de 2003  | Luiz Inácio Lula da Silva |
| 13 |                      | Marina Silva                                | Ministério do Meio Ambiente                                            | 2 de fevereiro de 2003  | 15 de maio de 2008      | Luiz Inácio Lula da Silva |
| 14 |                      | Carlos Minc                                 | Ministério do Meio Ambiente                                            | 27 de maio de 2008      | 1 de abril de 2010      | Luiz Inácio Lula da Silva |
| 15 |                      | Izabella Teixeira                           | Ministério do Meio Ambiente                                            | 1 de abril de 2010      | 1 de janeiro de 2011    | Luiz Inácio Lula da Silva |
| 15 | 1 de janeiro de 2011 | Izabella Teixeira                           | Ministério do Meio Ambiente                                            | 12 de maio de 2016      | Dilma Rousseff          |                           |
| 16 |                      | Sarney Filho                                | Ministério do Meio Ambiente                                            | 12 de maio de 2016      | 6 de abril de 2018      | Michel Temer              |
| —  |                      | Edson Duarte (interino)                     | Ministério do Meio Ambiente                                            | 6 de abril de 2018      | 1 de janeiro de 2019    | Michel Temer              |
| 17 |                      | Ricardo Salles                              | Ministério do Meio Ambiente                                            | 1 de janeiro de 2019    | 23 de junho de 2021     | Jair Bolsonaro            |
| 18 |                      | Joaquim Alvaro Pereira Leite                | Ministério do Meio Ambiente                                            | 23 de junho de 2021     | 31 de dezembro de 2022  | Jair Bolsonaro            |
| 19 |                      | Marina Silva                                | Ministério do Meio Ambiente e Mudança do Clima                         | 1 de janeiro de 2023    | —                       | Luiz Inácio Lula da Silva |